# レジナ・マースク
レジナ・マースク（Regina Maersk）は、マースク・ラインが所有・運航しているコンテナ船。
6隻からなるKクラス（レジナ・マースク級）の1番船としてデンマークのオーデンセ造船所で建造され、1996年の竣工時は世界最大のコンテナ船であった。
それまでマースク・ラインは他船社と比べて格別大型のコンテナ船を運航していなかったが、本型を採用以降、最大記録を更新するコンテナ船を次々と投入するようになった。なお、本船はその後所有者が変わり（運航はマースク・ラインのまま）、2008年に「Maersk Kure」と改名された。